# Алексеевское (Сочи)
Алексе́евское — село в Лазаревском районе муниципального образования «город-курорт» Сочи Краснодарского края. Входит в состав Кировского сельского округа.

## География
Селение расположено в северной части Лазаревского района города-курорта Сочи, на левом берегу реки Псезуапсе. Находится в 3 км к востоку от посёлка Лазаревское, в 72 км к северо-западу от Центрального Сочи и в 225 км к югу от города Краснодар (по дороге). Расстояние до черноморского побережья составляет 7 км.
Граничит с землями населённых пунктов: Лазаревское на западе, а также Татьяновка и Тхагапш на востоке. Село территориально делится на два микрорайона.
Через населённый проходит автодорога — 03К-459, ведущая по ущелью реки Псезуапсе от посёлка Лазаревское до села Марьино. К западу от села расположен автодром РОСТО.
Село Алексеевское расположено в предгорной зоне Причерноморского побережья. Рельеф местности в основном холмистый с выраженными колебаниями относительных высот. Средние высоты на территории села составляют около 203 метра над уровнем моря. К югу от села возвышается гора Уварова (886 м), на севере над селом возвышается гора Бозтепе (931 м).
На территории селения развиты серо-лесные почвы с плодородным горным чернозёмом, благодаря которому в селе хорошо произрастают различные субтропические культуры. В окрестностях села расположены урочища — Содохина Щель и Глубокая Щель.
Гидрографическая сеть представлена бассейном реки Псезуапсе. В пределах села в Псезуапсе впадают 4 притока слева и 3 притока справа. Местность также богата источниками родниковых вод.
Климат на территории села влажный субтропический. Среднегодовая температура воздуха составляет около +13,5°С, со средними температурами июля около +23,0°С, и средними температурами января около +6,0°С. Среднегодовое количество осадков составляет около 1400 мм. Основная часть осадков выпадает в зимний период. За последнее время участилось количество наводнений вызванных обильными осадками.

## История
До 1864 года на месте современного села существовал черкесский аул Гвай (адыг. Гъоайе). Название аула восходит к одному из черкесских племён гуайе, которые раньше жили в устьевой части реки Псезуапсе, рядом с шапсугами. После завершения Кавказской войны всё местное население было выселено в Османскую империю, за нежелание признавать над собой власть русского царя.
В 1904 году на переселенческий участок «Гваи» (по названию находившегося здесь ранее аула) переселили 21 военнослужащего, которые заселили заброшенные черкесские хозяйства с фруктовыми садами и виноградниками.
В 1905 году переселенческий посёлок на участке «Гваи» получил наименование — деревня Алексеевка и был включен в состав Лазаревского сельского общества. Тогда в деревне проживало 77 человек. В основном это были переселенцы из Воронежской, Черниговской, Херсонской и Тамбовской губерний.
По ревизии от 26 апреля 1923 года селение Алексеевское числилось в составе Лазаревской волости Туапсинского района Черноморского округа.
В 1934 году село передан в состав Шапсугского района Азово-Черноморского края.
В 1945 году Шапсугский район реорганизован и переименован в Лазаревский район Краснодарского края.

## Население
| 2002 | 2010 |
| ---- | ---- |
| 309  | ↗405 |

Национальный состав
По данным Всероссийской переписи населения 2010 года:
| Народ    | Численность, чел. | Доля от всего населения, % |
| -------- | ----------------- | -------------------------- |
| русские  | 318               | 78,5 %                     |
| армяне   | 41                | 10,1 %                     |
| украинцы | 16                | 4,0 %                      |
| другие   | 30                | 7,4 %                      |
| всего    | 405               | 100 %                      |

## Инфраструктура
Ближайшие объекты социальной инфраструктуры (школы, детсады и др.) расположены в посёлке Лазаревское.
В селе имеется одна участковая больница — ул. Алексеевская, 20.

## Экономика
Основную роль в экономике села играет садоводство и пчеловодство. В окрестностях села расположены три крупные СНТ (садоводческих некоммерческих товариществ) — «Предгорье», «Дружба-2» и «Проектировщик».

## Улицы
В селе всего одна улица — Алексеевская, а также три переулка — Кронштадтский, Озёрный и Спасский.